# Eugen Cojocaru

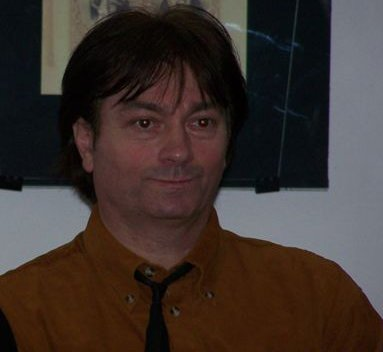
Eugen Cojocaru, Literaturmuseum Bukarest, 2005

Eugen Cojocaru (* 1965 in Vaslui) ist ein rumänischer Schriftsteller und Journalist. Seit August 1990 lebt er in Deutschland.
1987 erhielt er das Diplom in Literatur und Kunstgeschichte an der Universität Klausenburg. Zwischen 1984 und 1989 war er freier Journalist für zahlreiche Zeitungen und Zeitschriften: Faclia, Steaua, Napoca Universitara, Tribuna. 1989–1990 war er stellvertretender Chef-Redakteur der von ihm mitbegründeten Zeitschrift "ATLAS - FREIES KLAUSENBURG".
Zurzeit ist er Auslandskorrespondent für mehrere wichtige rumänischsprachige Zeitungen/Zeitschriften: Evenimentul Zilei, Ziua, Convorbiri Literare, Romania Libera, Romania Literara, Curierul National, Monitorul de Cluj, Familia, Poesis, Astra, Radio und TV Romania International in Rumänien. Er hat auch zahlreiche Beiträge im Ausland: USA, Deutschland, Kanada, Dänemark, Frankreich u. a.: Origini, Observator, Dorul, Cuvantul romanesc, Lumea romaneasca, New York Magazin etc. Artikel zu den Themen Politik, Ökonomie, Zeitgeist etc. Reportagen, Interviews, Geschichten, Gedichte, Theater-, Film und Literaturkritik, Kunstrezensionen, Artikel zur Moderne und Postmoderne.
Cojocaru ist Mitglied der Internationalen Vereinigung der Rumänischen Künstler – LITERART XXI/USA und Vizepräsident der Vereinigung der Rumänischen Schriftsteller in Deutschland.

## Werke (Auswahl)
- Der fröhliche Widerstand oder über Balkanismen (Verlag Clusium-Klausenburg/2000)
- Kunst - Konzept und Geschichte - Moderne Kunst  (Verlag Clusium-Klausenburg/2003)
- The windoors, and I kiss that heaven too (über Jim Morrison, den Sänger der Band The Doors)
- Big Bang Back (Verlag Ideea Europeana, 2006, Bukarest)
- Spaziergang auf Messersschneide, Vlg. Crigarux, Piatra Neamț
- Rumänien, der Schock der Zukunft, Artikelsammlung 1991–2006, Vlg. Ideea Europeana, București, in der Anthologie Rumänische schriftsteller in Deutschland. Vlg. Radu Barbulescu, München –  präsent mit der Kurzgeschichte Die Kühle des letzten Bildes
- Isus (Roman) Crigarux Verlag, Piatra Neamț, 2008
- in der Anthologie "Clujul din cuvinte/Cluj in den Worten", Cluj/Klausenburg, 2008
- In der Lyrikanthologie "TRANSILVANIA, MON AMOUR" – Deutsch, Hermannstadt, 2009
- "The Windsors – And I kissed that heaven too" - Rumänisch/Englisch/Französisch; Theater, P. Neamț, 2009
- "Fata nevazuta a lunii/Die ungesehene Seite des Mondes" (Kurzprosa), Verlag Pergamon, Bistrița, 2009
- In der Lyrikanthologie "Jahrbuch für das Neue Gedicht – 2010, Frankfurt, Verlag Klaus F. Schmidt
- "Spaziergang auf Messerschneide" – Lyrik, Band II, P. Neamț, 2011
- "Liebe, Revolutionen und andere Freiheiten" – Deutsche Übersetzung des Romans "Big Bangs Back", 2011, München

## Auszeichnungen
- Kunst – Konzept und Geschichte wurde der 1. Preis – Essay – von der Romanian International Association of Writers and Artists verliehen;
- Der Roman BIG BANGS BACK wurde von der Kulturzeitschrift DISCOBOLUL zum Besten Roman 2006 gekürt und für den Prosa-Preis des Verbandes der Rumänischen Schriftsteller 2006 nominiert.